# Torre Arcos Bosques I
L'Arcos Bosque Torre I fait partie d'un ensemble de gratte-ciel de bureaux situé à Mexico au Mexique. Elle a été réalisée de 1993 à 1996 et comprend 14 ascenseurs desservant 34 étages pour une surface de plancher de 62 000 m2.
Les architectes sont Francisco Serrano, Teodoro Gonzalez, Carlos Tejada. L'immeuble a la forme d'une arche et est surnommé 'el pantalon' par les habitants. 
Le sommet de l'immeuble comprend un héliport.